# 운무림

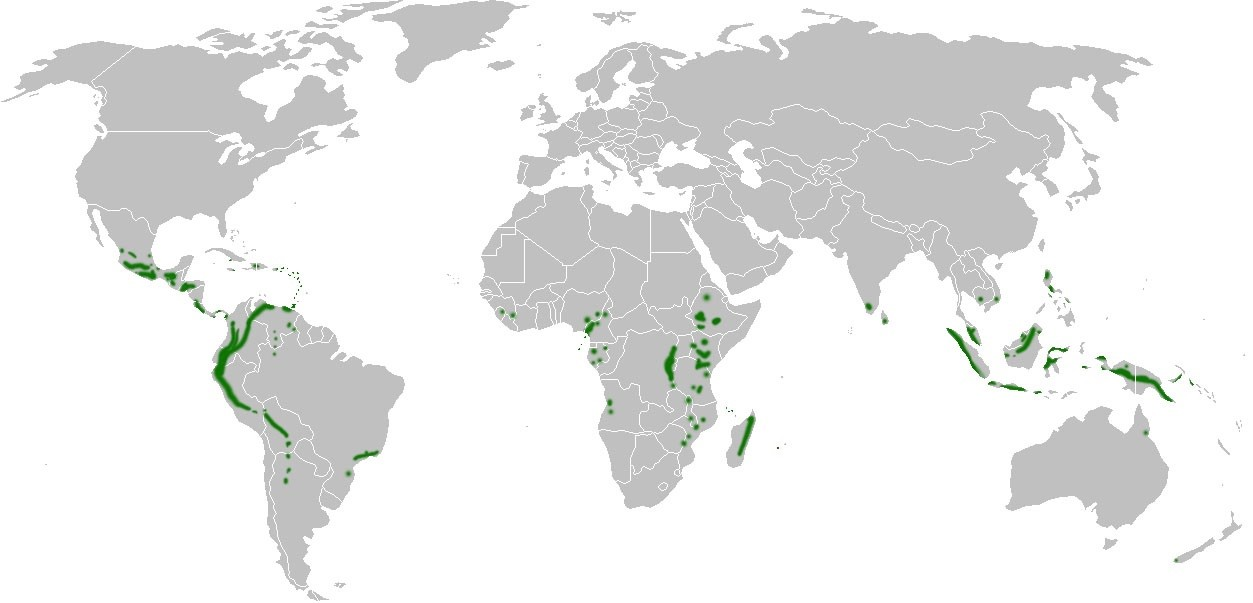

운무림(雲霧林, cloud forest)은 열대 또는 아열대 지역에서 발견되는 상록산악습윤림으로, 고도가 높아서 1년 중 일부 시기 또는 1년 내내 구름이 임관층 이하를 덮이는 숲이다

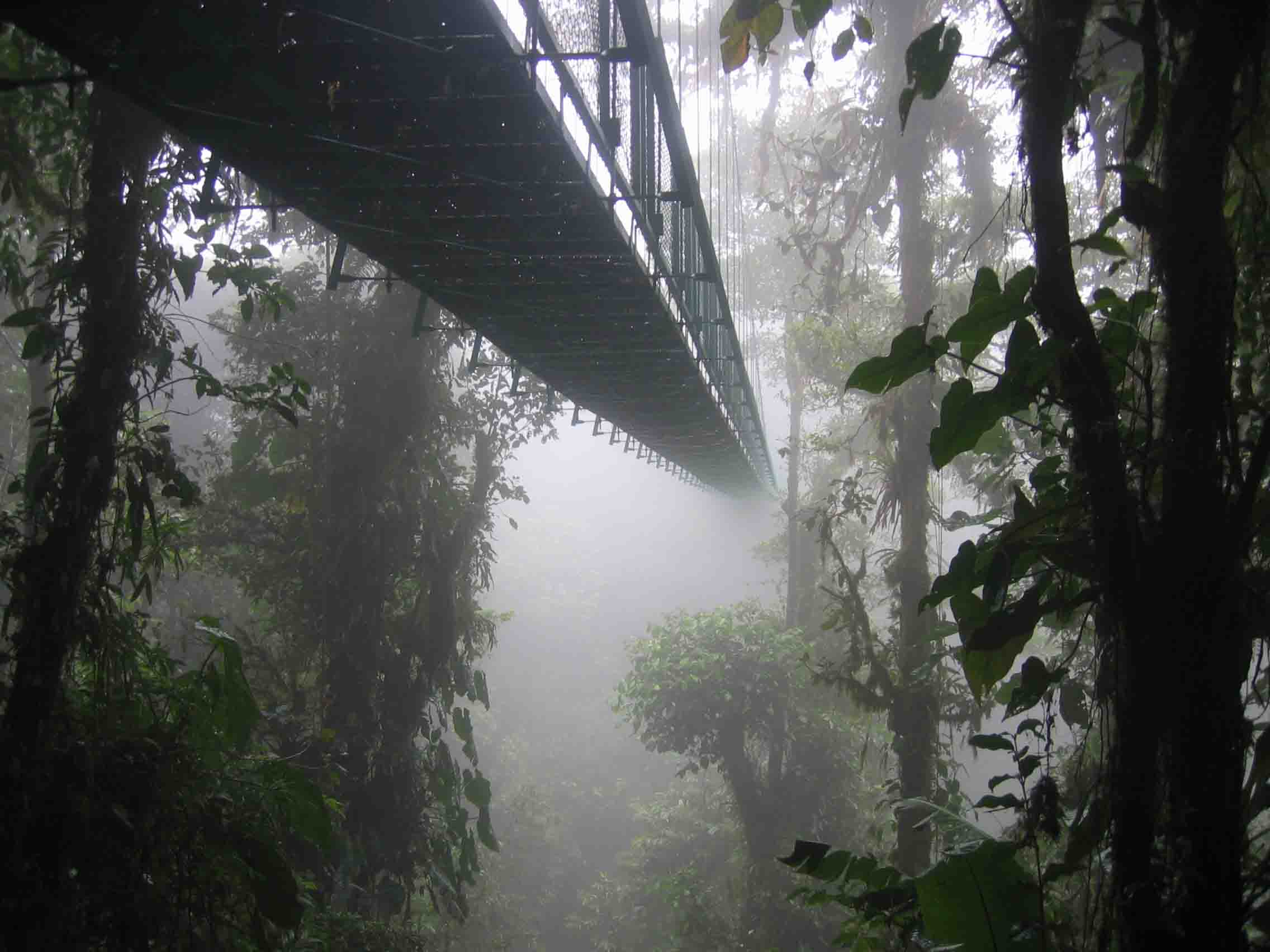